# Tweede Kamerverkiezingen 1986/Kandidatenlijst/SP
Dit is de lijst van kandidaten van de Socialistiese Partij voor de Nederlandse Tweede Kamerverkiezingen 1986.

## Landelijke kandidaten
1. Hans van Hooft - 22.561 stemmen
2. Joke Riem-Lash (plaats 3 in kieskringen 1, 2, 12 en 18) - 1.260
3. Jan Marijnissen (plaats 2 in kieskringen 1, 2, 12 en 18) - 1.486
4. Daan Monjé - 244
5. Tiny Kox - 489
6. Remi Poppe - 1.020
7. Bob Ruers - 387
8. Herman Lamers - 174
9. Ellie Roetgerink - 138
10. Luc Klasen - 322

## Regionale kandidaten
De plaatsen 11 t/m 30 op de lijst waren per stel kieskringen verschillend ingevuld.

### 's-Hertogenbosch, Tilburg, Middelburg, Maastricht
1. Jan de Wit - 657[1]
2. Ger Klaus - 71
3. Janneke Hannink - 26[1]
4. Rob van der Sman - 39
5. Anneke de Bres-de Langen - 253
6. Hugo Polderman - 25
7. Jan Kater - 9[1]
8. Bernard Gerard - 118
9. Frits Manders - 234
10. Mienk Graatsma - 0[1]
11. Henk van Beers - 13
12. Spencer Zeegers - 143
13. Frits Beulen - 77
14. Ger Wouters - 200
15. Hans van der Sloot - 78[2]
16. Guus Janssen - 43
17. Moniek van Wunnik - 83[1]
18. René Roovers - 77
19. Ietje Hendriks-Staekenburg - 34
20. Bram Verduijn - 38[1]

### Arnhem, Nijmegen, Leeuwarden, Zwolle, Groningen, Assen, Lelystad
1. Eibert Draisma - 28[2]
2. Henk Bakker - 14
3. Janneke Hannink - 18[1]
4. Jan Kater - 110[1]
5. Joris Langendam - 99[2]
6. Guido Tubbing - 13
7. Wieneke Jaspers-Weusten - 85
8. Joop Harmsen - 23
9. Cor Koppies - 16
10. Jean Rouwet - 65
11. Stephan Faber - 53
12. Jan Burger - 23
13. Jan de Wit - 7[1]
14. Wander Struik - 12
15. Theo Hesen - 4
16. Bert de Vries - 41
17. Henk Bults - 3
18. Mienk Graatsma - 2[1]
19. Bram Verduijn - 2[1]
20. Moniek van Wunnik - 19[1]

### Rotterdam, 's-Gravenhage, Leiden, Dordrecht, Amsterdam, Den Helder, Haarlem, Utrecht
1. Cor Vergeer - 126
2. Jan de Wit - 27[1]
3. Jan Heijwegen - 104
4. Janneke Hannink - 54[1]
5. Cis Brunia-Dubois - 329
6. Joris Langendam - 10[2]
7. Mienk Graatsma - 48[1]
8. Paul Huijgen - 104
9. Gerard Harmes - 67
10. Bouke Steensma - 52
11. Jan Kater - 3[1]
12. Henk van Huisstede - 29
13. Jan Schot - 69
14. Frans Epping - 49
15. Bram Verduijn - 7[1]
16. Bertus van der Horst - 43
17. Moniek van Wunnik - 10[1]
18. Hans van der Sloot - 4[2]
19. Eibert Draisma - 7[2]
20. Willem Paquay - 66

PvdA · CDA · VVD · D66 · PSP · SGP · CPN · PPR · RPF · GPV · EVP · AR'85 · Centrumdemocraten · Federatieve Groenen · VCN · Centrumpartij · PGI · SP · Partij voor Ambtenaren en Trendvolgers · Lijst 19 (kieskring 9) · God Met Ons · Partij voor de Middengroepen · Loesje · Humanistische Partij · SAP · Partij Algemeen Belang · Lijst 27
1977 · 1981 · 1982 · 1986 · 1989 · 1994 · 1998 · 2002 · 2003 · 2006 · 2010 · 2012 · 2017 · 2021 · 2023